# Палькакоча
Палькако́ча (кечуа «pallqa» — долина «qucha» — озеро) — ледниковое озеро в Андах, на северо-западе Перу, Южная Америка.

## Расположение
Озеро находится в регионе Анкаш на высоте 4566 м над уровнем моря, у подножия гор Палкараю и Пукаранка. Палькакоча является одним из нескольких озёр, обеспечивающих водой город Уарас, расположенный в 23 км к юго-востоку от озера.

## Наводнение 1941 года

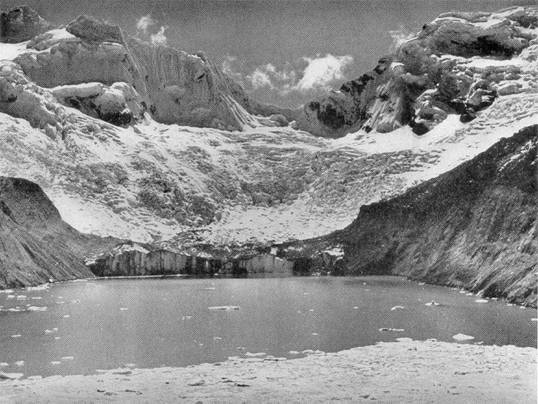
Озеро Палькакоча в 1939 году.

Ранним утром 13 декабря 1941 года огромный кусок льда откололся от ледника и упал в озеро Палькакоча. Сила волны, поднятой падением, оказалась такой мощной, что разрушила морены, удерживавшие водные массы, после чего вода хлынула в долину и разрушила соседнее озеро. Далее поток, несущий с собой глыбы льда, куски скал и тонны жидкой грязи устремился к долине реки Рио-Санта. Через 15 минут более 400 тысяч м³ жидкого вещества обрушилось на Уарас. В целом, от стихийного бедствия погибло от 6 до 7 тысяч жителей.

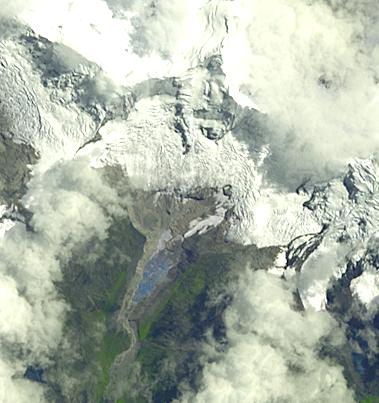
Озеро Палькакоча в 2003 году. Вид со спутника.

В наши дни озеро не представляет собой опасности, поскольку ледник быстро тает из-за глобального потепления, и в ближайшем будущем откалывающиеся глыбы льда не смогут повлечь за собой подобные масштабные разрушения. Однако в 2003 году у климатологов возникли подозрения в возможном стихийном бедствии в результате таяния ледника, но, к счастью, эти подозрения не оправдались.